# Crystal Traktor

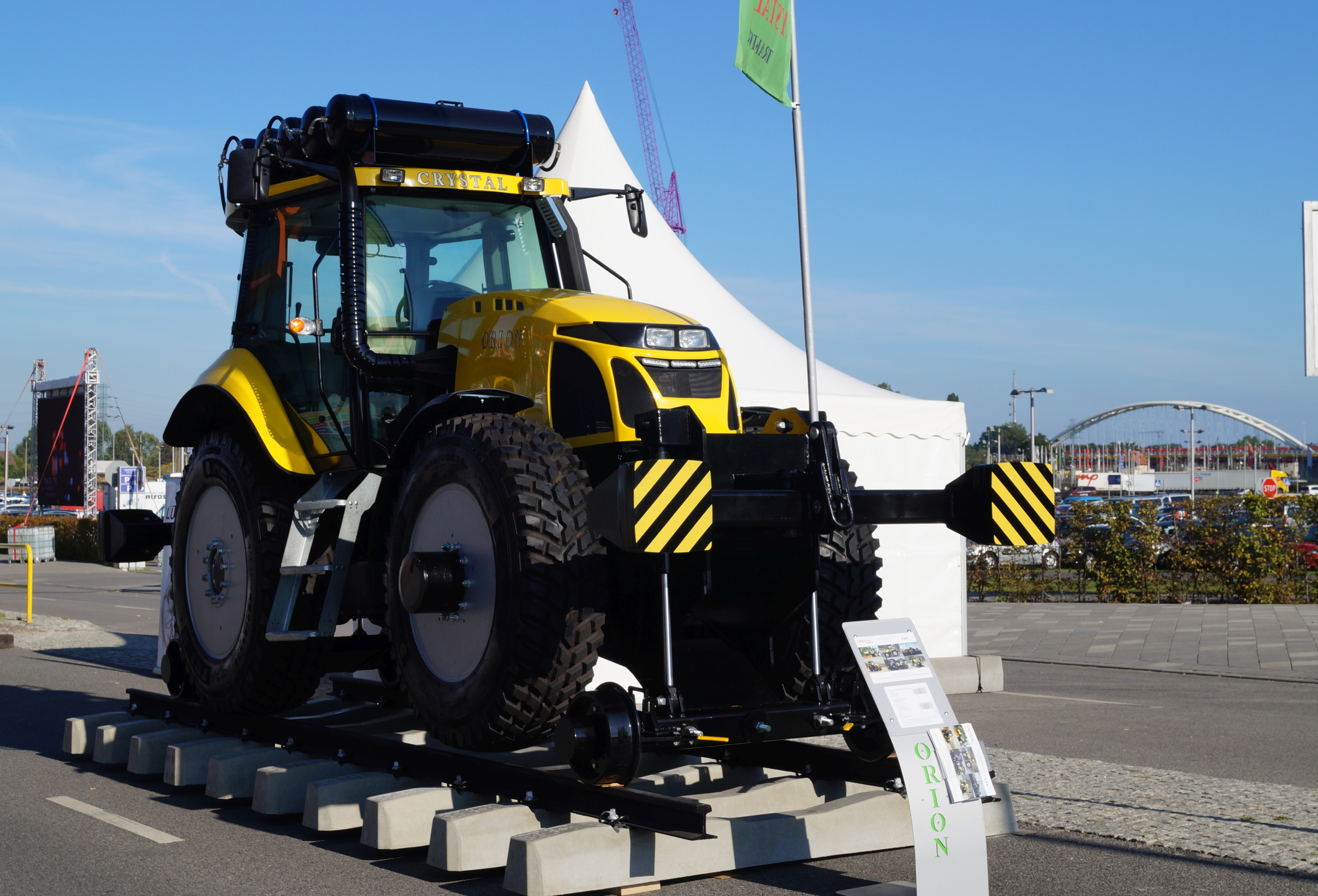
Pojazd Crystal w wersji drogowo-szynowej na targach TRAKO Gdańsk 2015

Crystal Traktor – polski producent ciągników rolniczych przeznaczonych dla rolnictwa, leśnictwa, służb miejskich i drogowych, z siedzibą w Sieradzu.

## Działalność
Powstanie firmy datuje się na rok 1983. Początkowo produkowała ona części zamienne do ciągników rolniczych Ursus i Zetor. W 1995 roku na bazie produkowanych przez firmę części rozpoczęta została produkcja ciągników pod nazwą CRYSTAL, o mocy 120, 155 i 180 KM. W roku 2000 Crystal Traktor opracował nowy własny design i wprowadził do produkcji własną kabinę, która po modernizacjach stosowana jest do chwili obecnej.
W 2003 r. powstała spółka CRYSTAL TRAKTOR SP. Z O.O.
Około 50% produkcji przedsiębiorstwa trafia na eksport.